# Решоринг
Решоринг (англ. reshoring) — процесс возвращения в страну производства, ранее перенесенного в страны с более низкими издержками производства. Развернулся в промышленно развитых странах с 2010 г. Основными причинами решоринга являются: существенный рост стоимости рабочей силы и других издержек производства в развивающихся странах; рост применения роботов в производстве развитых стран, снижающий трудовые издержки; удобство территориального соседства производства, логистики и НИОКР; более надежная
защита интеллектуальной собственности. Обратный решорингу процесс вывода производства из развитых в развивающиеся страны называется офшорингом. Он преобладал в мировой экономике с 1960 по 2010 гг.